# Krzysztof Barański (fotograf)

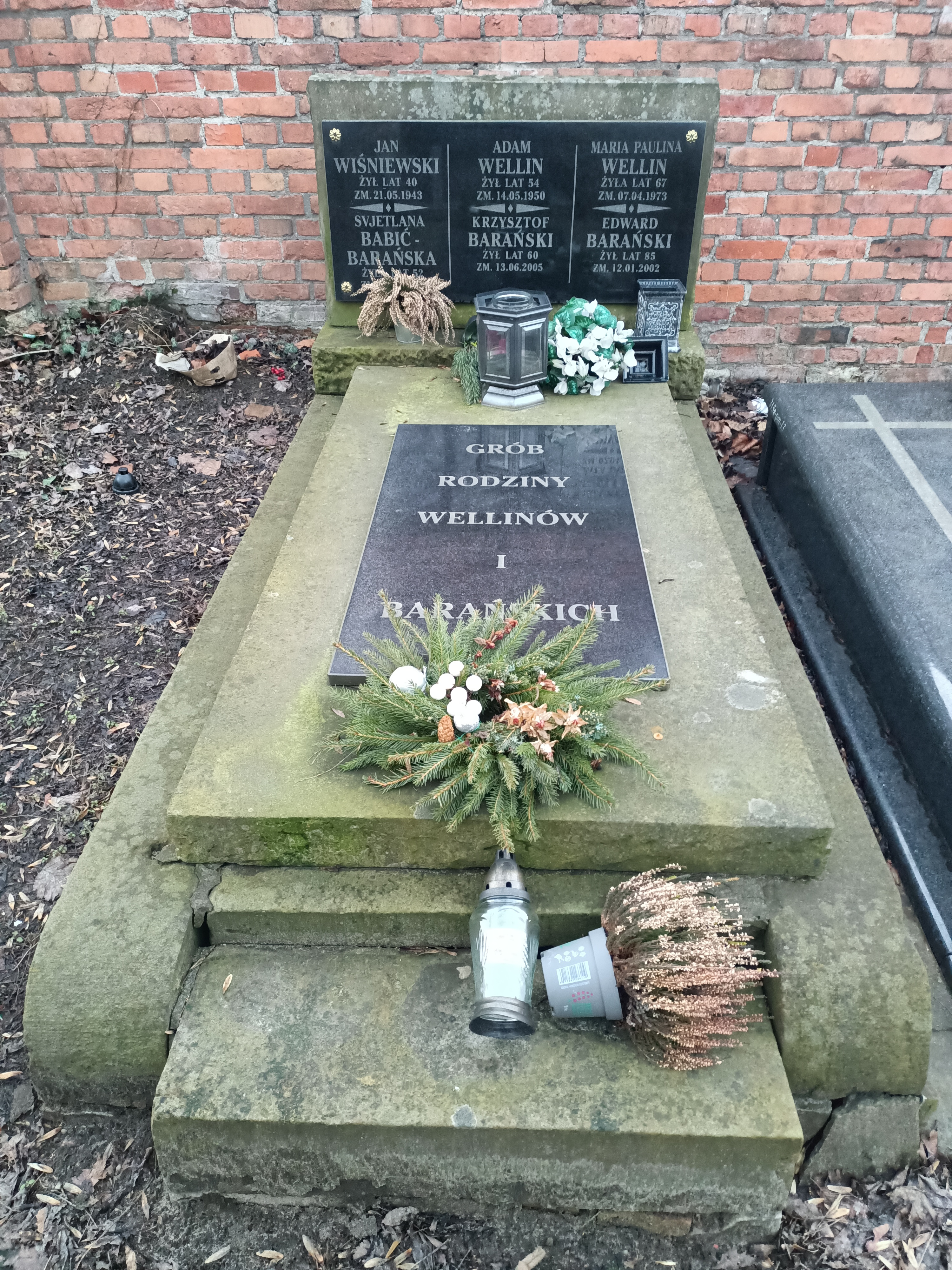
Grób Krzysztofa Barańskiego na Cmentarzu Powązkowskim w Warszawie

Krzysztof Barański (ur. 19 maja 1945 w Jędrzejowie, zm. 13 czerwca 2005 w Warszawie) – dziennikarz, fotograf, wydawca.

## Wykształcenie
W 1963 otrzymał maturę w Liceum Ogólnokształcącym im. Zygmunta Modzelewskiego w Warszawie, w 1969 dyplom magistra na Uniwersytecie Warszawskim, Wydział Filologii Polskiej i Słowiańskiej. 

## Działalność
W latach 1969–1981 pracował jako fotoreporter dla takich tytułów jak Itd, Razem oraz tygodników Film i Ekran. Od 1981 do represji w stanie wojennym prowadził galerię Związku Polskich Artystów Fotografików w Warszawie. Od 1982 do 1989 prowadził pracownię serigrafii. Po 1989 współpracował z wydawnictwem "Wydawnictwa Artystyczne i Filmowe Sp. z o.o.".
W 1991r. został redaktorem naczelnym założonego i wydawanego przez WAiF  do 1993 r. i cenionego w środowisku fotografów czasopisma "fotografia - 6x9", następnie kontynuując współpracę edytorską z wydawnictwem WAiF. 
W 1990 założył Agencję Fotograficzną "Piękna". 
Był wykładowcą fotoreportażu w Collegium Civitas.
Zmarł 13 czerwca 2005 w Warszawie, pochowany na cmentarzu Powązkowskim (315 pod murem, grób 12).

## Twórczość
Za swoje reportaże otrzymywał liczne nagrody w konkursach polskiej fotografii prasowej - trzykrotnie główne wyróżnienia. 
Najbardziej znane to cykl "Jeszcze Polska" związany ze zwycięstwem polskiej reprezentacji w piłce nożnej na Wembley w 1973 oraz "Ruda się żeni" (1979)